# کریم نصر
کریم نصر (متولد ۱۳۳۱ شمسی) نقاش و تصویرساز ایرانی است. او همچنین در زمینه طراحی، مجسمه‌سازی و نویسندگی نیز فعالیت دارد.

## زندگی‌نامه
کریم نصر در سال ۱۳۳۱ در رشت متولد شد و لیسانس معماری را از انگلستان و فوق لیسانس گرافیک را از دانشگاه تهران دریافت کرده‌است. او عضویت در هیئت داوران ششمین دوسالانه نقاشی ایران، چهار دوره داور دوسالانه تصویرگری ایران را در کارنامه هنری خود دارد. همچنین تألیف کتاب تاریخ هنر برای کودکان (نشر نظر) ده‌ها یادداشت و مقاله دربارهٔ هنر معاصر ایران در نشریات منتشر کرده‌است.
حسن موریزی‌نژاد، نویسنده مجله تندیس، با ارائه مقاله‌ای در شماره ۳۸ به تاریخ ۳ آذر ۱۳۸۳ کریم نصر را به عنوان یکی از طراحان معاصر ایران معرفی کرده‌است.

آخرین نمایش نصر در دههٔ ۸۰ شمسی با عنوان «آخرین تپه شرق» هم‌زمان در گالری هما و آن برگزار شده‌است. شهروز نظری در مقدمه این نمایش نوشته است:
آخرین تپه شرق عنوان آخرین سری از نقاشی‌های نصر، واکنشی است رئالیستیک به زوال خاورمیانه در برابر خویشتن خاورمیانه‌ای. نصر یادمان می‌اندازد که این روزها قزل قورت هالیوود و زرق و برق دنیای متجدد تهدید به‌شمار نمی‌رود، ما دهه‌ها پیش از این جهان ذهنی‌مان را گم کرده‌ایم. سرگرم شدن به کینگ کونگ مجازی اندکی مجال بود تا حسرت سنن و تاریخ از کف رفته را به فراموشی بسپاریم و از هول نیتی برای تهاجم به ما نداشت، آگاهانه او را در مقام مهاجم قرار داده‌ایم. بر خیالی بودن بعضی انگاره‌ها از آن جهت تأکید دارم تا ایده نصر را از نظریات تشکیک در باب ماهیت استعماری فرهنگ مهاجمان منفک ببینیم و این بار به جای توهم «توطئه دیگری» به واقعیت خودزنی خودی بپردازیم. شرق نصر پمپی معاصری است که خود را در فوران رسانه مدفون می‌کند.

## نمایش‌های انفرادی
میراث متروک، گالری بن، 1396، مناظر، گالری هور 1398، کریم نصر هنوز زنده است، گالری ویستا، تهران ۱۳۹۴ آخرین تپه شرق، گالری هما، گالری آن، تهران ۱۳۸۹
سری لبخندها، گالری هما، تهران ۱۳۸۶

## جوایز
او بیش از ۲۰ جایزه داخلی و خارجی در زمینه نقاشی، تصویرسازی و مجسمه‌سازی از جمله پلاک طلایی از براتیسلاوا ۱۹۹۱ و پلاک طلای برگزیده دوسالانه طراحی ایران در کارنامه دارد. 
- جایزه‌ی ؛ نام بزرگ تصویرگری؛ ، انجمن تصویرگران، تهران آبان ۱۳۹۷ [۵]

## نمایشگاه‌ها
- مناظر، گالری هور، تهران ۱۳۹۷ [۶]
- میراث متروک، گالری بن، تهران ۱۳۹۶ [۷]

- هنوز زنده است، گالری ویستا، تهران ۱۳۹۴ [۸]
- آخرین تپه شرق از تاریخ ۲۷ شهریور تا ۶ مهر ۱۳۸۹ به‌طور هم‌زمان در دو گالری هما و گالری آن برگزار گردید.[۹]

## رخداد
- عضو هیئت داوری ششمین دوسالانه نقاشی ایران [۱۰]

## کتاب‌ها
- کتاب نقاشی‌های کریم نصر در سال ۱۳۸۷ از سوی نشر نظر چاپ و روانه بازار نشر گردید.[۱۱]
- کتاب مواظب الماس‌هایتان باشید نیز در سال ۱۳۸۹ از طرف نشر نظر منتشر گردید.[۱۲]